# Autosomy
Autosomy – wszystkie chromosomy kariotypu, z wyjątkiem allosomów (chromosomów płci). Odpowiadają za dziedziczenie wszystkich cech z wyjątkiem cech sprzężonych z płcią. U organizmów diploidalnych autosomy występują w parach (chromosomy homologiczne), u poliploidalnych jest ich odpowiednio więcej. U różnych organizmów liczba autosomów jest różna, np. u ludzi występują 22 pary autosomów ponumerowane od największego do najmniejszego (z wyjątkiem chromosomu 21, który jest mniejszy od 22, lecz został odkryty wcześniej). Ich liczba może ulec zmianie na skutek liczbowych aberracji chromosomowych, co może prowadzić do chorób genetycznych lub specjacji.